# Western Harbour, Edinburgh

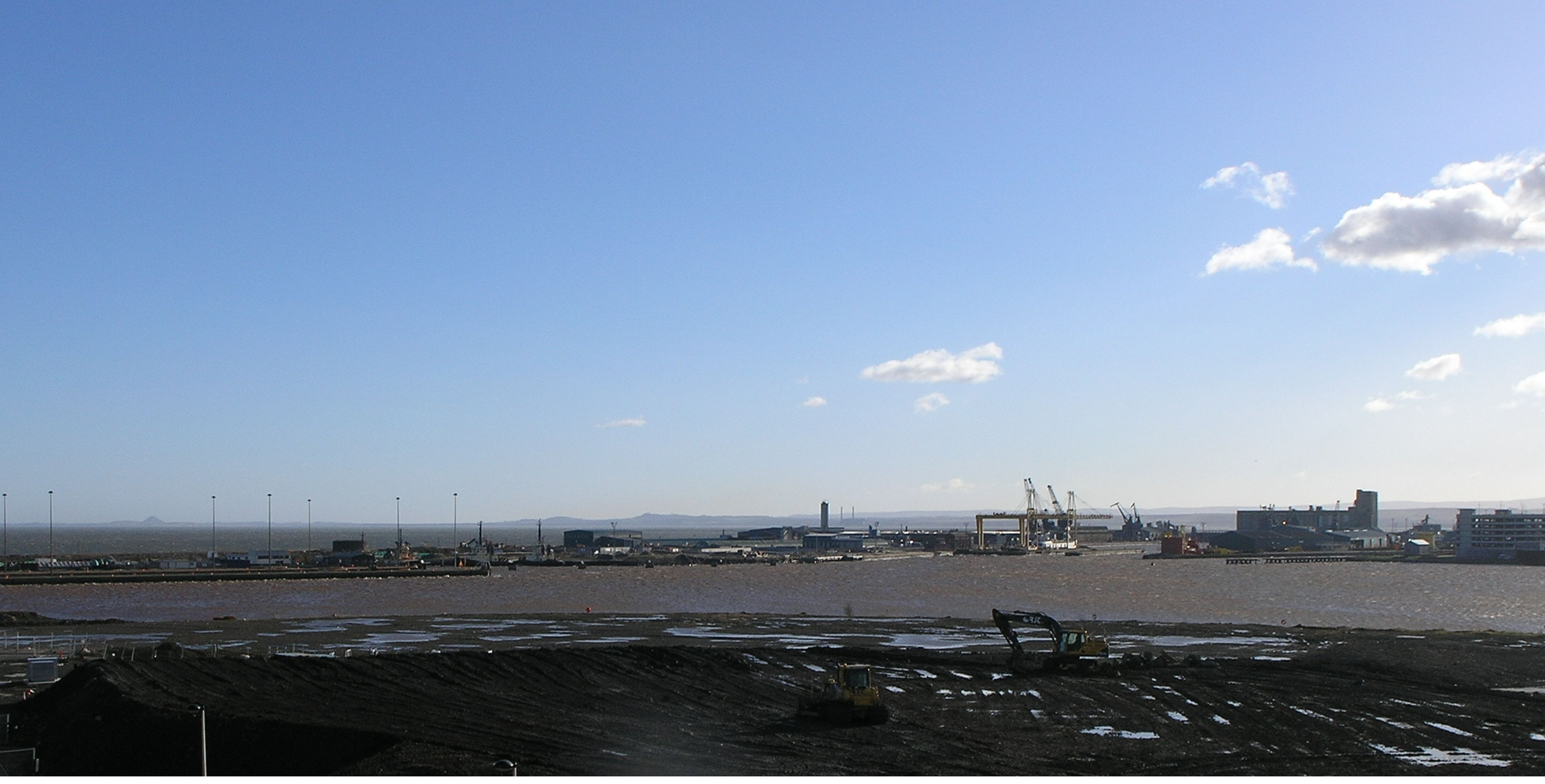
Đất nạp tại Western Harbor.

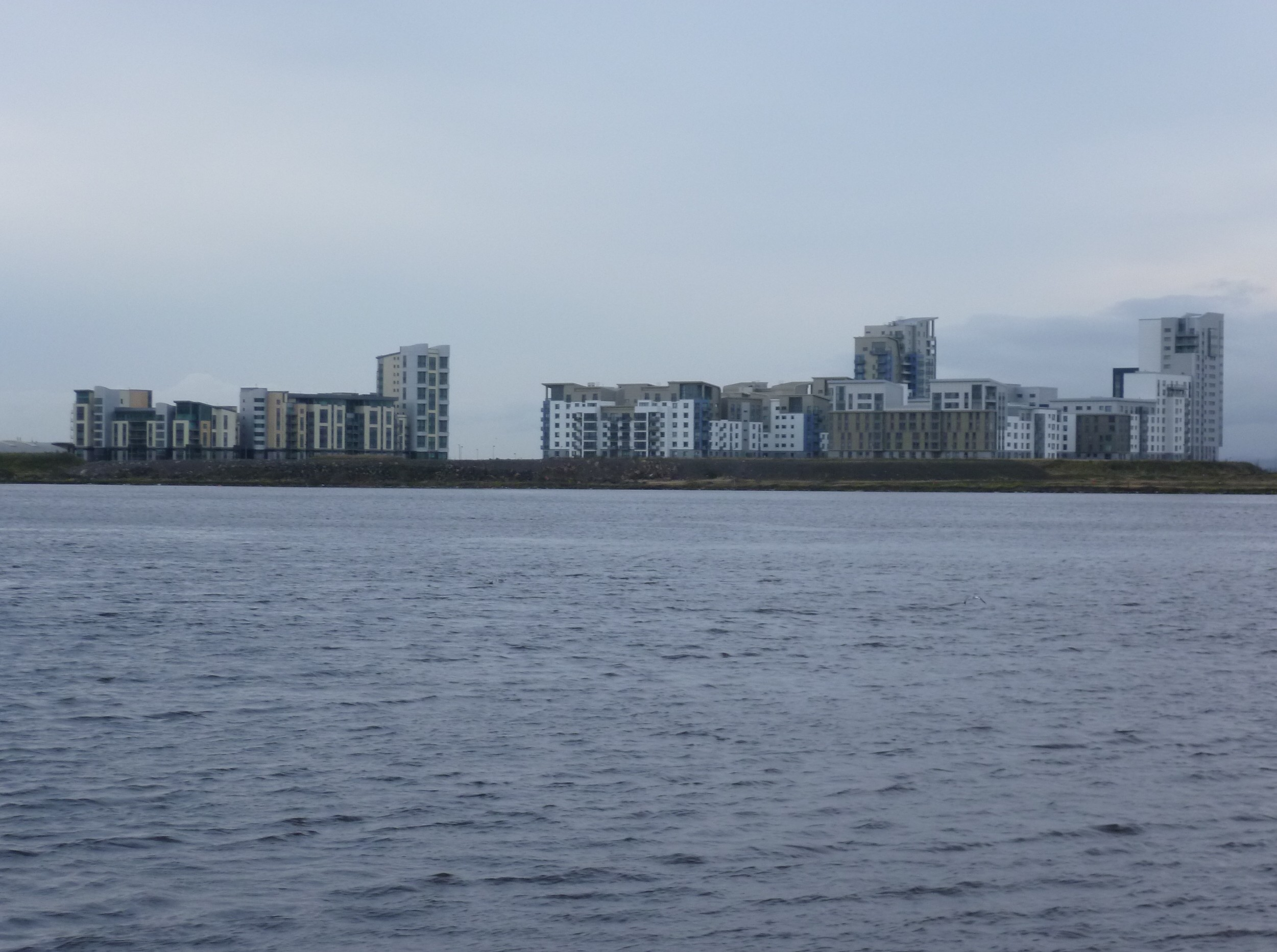
Các khối căn hộ tại Western Harbor, Leith

Western Harbor là một khu dân cư phát triển chủ yếu ở Leith, Edinburgh, Scotland.